# Strumigenys thaxteri
Strumigenys thaxteri is een mierensoort uit de onderfamilie van de Myrmicinae. De wetenschappelijke naam van de soort is voor het eerst geldig gepubliceerd in 1916 door William Morton Wheeler.